# Bundeswahlkreis Deakin
Koordinaten: 37° 49′ S, 145° 12′ O

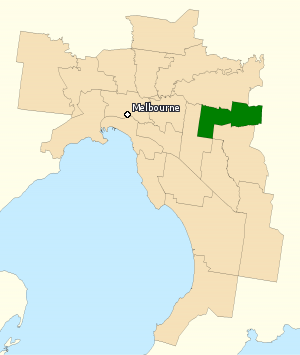
Lage des Wahlkreises in Victoria.

Der Bundeswahlkreis Deakin ist ein Wahlkreis (englisch electoral division) für die Wahl eines Abgeordneten des australischen Repräsentantenhauses. Er liegt in der Metropolregion von Melbourne im australischen Bundesstaat Victoria. Der Wahlkreis umfasst die östlichen Stadtteile Blackburn, Forest Hill, Mitcham, Nunawading und Ringwood. 
Er wurde nach dem ehemaligen australischen Premierminister Alfred Deakin benannt und 1937 angelegt. Seit 2013 ist Michael Sukkar von der Liberal Party of Australia der amtierende Abgeordnete des Wahlkreises.

## Bisherige Abgeordnete
| Name               | Partei                     | Amtszeiten     |
| ------------------ | -------------------------- | -------------- |
| William Hutchinson | United Australia Party     | 1937–1944      |
| William Hutchinson | Liberal Party of Australia | 1944–1949      |
| Frank Davis        | Liberal Party of Australia | 1949–1966      |
| Alan Jarman        | Liberal Party of Australia | 1966–1983      |
| John Saunderson    | Australian Labor Party     | 1983–1984      |
| Julian Beale       | Liberal Party of Australia | 1984–1990      |
| Ken Aldred         | Liberal Party of Australia | 1990–1996      |
| Phil Barresi       | Liberal Party of Australia | 1996–2007      |
| Mike Symon         | Australian Labor Party     | 2007–2013      |
| Michael Sukkar     | Liberal Party of Australia | 2013–amtierend |